# 배수영 (기자)
배수영은 대한민국의 KBS창원방송총국 기자이다.

## 경력
- KBS진주방송국 기자 지역근무
- KBS창원방송총국 기자

## 방송진행
- KBS 뉴스네트워크 진주